# Alberto Hidalgo
Alberto Demetrio Hidalgo Silva (* 7. August 1953 in Santiago de Chile) ist ein ehemaliger chilenischer Fußballspieler. Der Flügelstürmer absolvierte zwei Länderspiele für Chile und wurde auf Vereinsebene zweimal chilenischer Pokalsieger. 

## Karriere

### Verein
Alberto Hidalgo begann seine Profikarriere 1970 beim CD Ferroviarios in der Segunda División und wechselte 1973 zum CD Palestino in die höchste Liga des Landes. Mit Palestino gelangen dem Außenstürmer die beiden Siege 1975 und 1977 in der Copa Chile. Nach einem Jahr bei Rekordmeister CSD Colo-Colo verbrachte Hidalgo seine letzten beiden Karrierejahre beim CD Santiago Morning, mit dem er 1979 als Tabellenvorletzter abstieg und sein letztes Jahr in der zweiten Liga spielte.

### Nationalmannschaft
Alberto Hidalgo absolvierte für die Nationalmannschaft Chiles im Juni 1975 unter Trainer Pedro Morales bei der Copa Juan Pinto Durán gegen Uruguay sowohl Hin- als auch Rückspiel als Einwechselspieler. Das Rückspiel endete in einer Schlägerei und wurde in der 79. Spielminute abgebrochen. 19 der 20 Feldspieler erhielten Platzverweise, unter anderem auch Hidalgo. Dieser Einsatz blieb sein letztes Spiel für die La Roja.

## Erfolge
Palestino
- Copa Chile: 1975, 1977